# Brauerei Rathenow

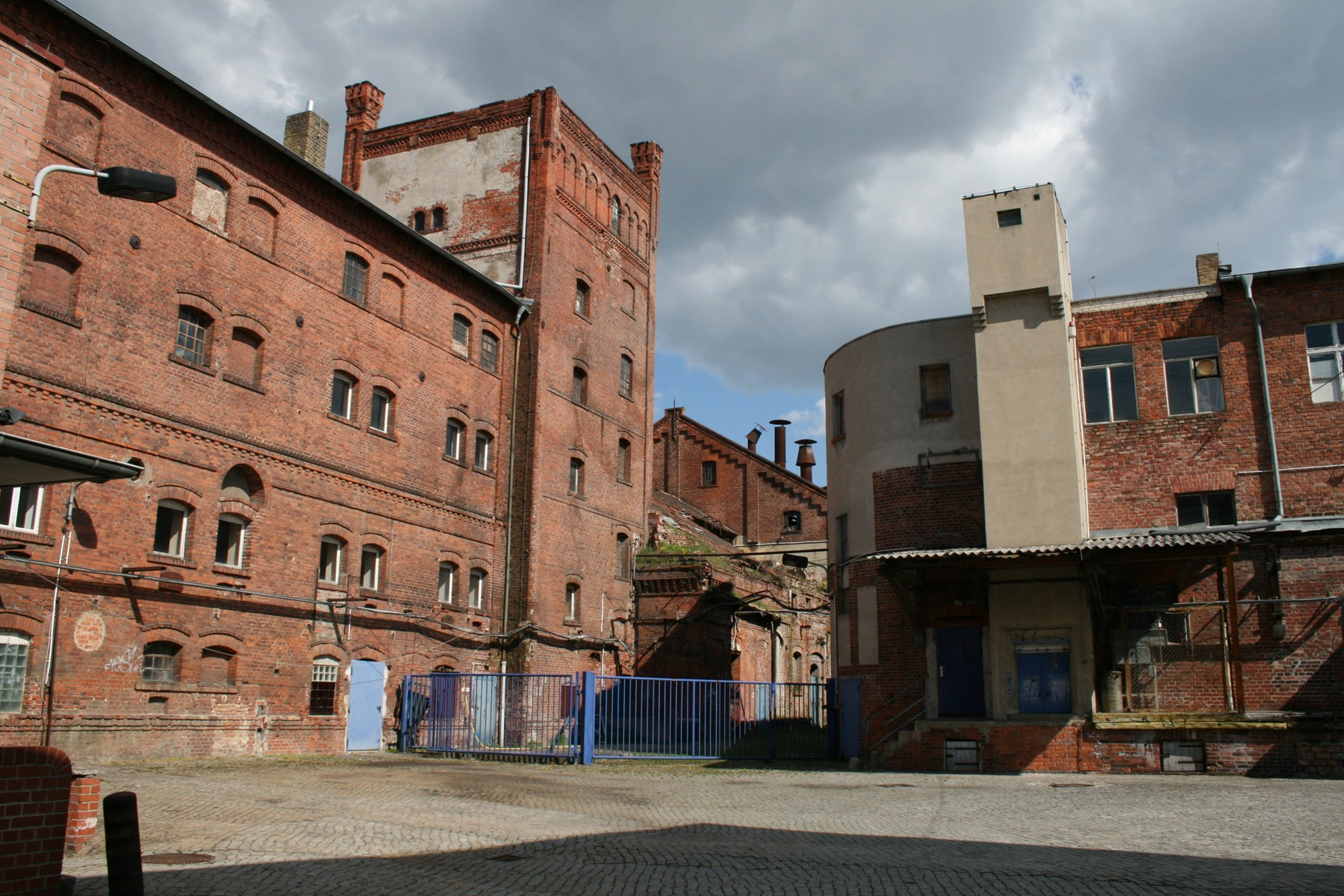
Brauereigelände 2011

Die Brauerei Rathenow war eine deutsche Brauerei im brandenburgischen Rathenow.

## Geschichte
Die Brauerei wurde 1891 als Rathenower Exportbierbrauerei Rutschmann & Co. KgaA gegründet. Sie war in jenen Jahren bereits dampfbetrieben mit einem Dampfkessel, verfügte über eine Eismaschine der Firma Linde und über elektrische Beleuchtung. 1921 vereinigte man sich mit der 1847 gegründeten Rathenower Schloßbrauei C. W. Hoffmann zur Engelhardt-Brauerei Rathenow GmbH als Tochtergesellschaft einer der größten deutschen Brauereien, der Engelhardt Brauerei in Berlin.
Im Zuge der Verstaatlichung wurde die Brauerei in der DDR ab 1949 nach Treuhandverwaltung zunächst zum VVB Venag, VEB Rathenower Brauerei und ab 1952 zur VEB Rathenower Brauerei. Ab 1969 firmierte man unter VEB Braukombinat Potsdam Werk V Rathenow und ab 1972 als VEB Brauerei Rathenow im VEB Getränkekombinat Potsdam. 
Nach der Wende trat man unter Treuhandverwaltung zunächst als Rathenower Exportbierbrauerei am Markt auf. Ab 1991 firmierte man als Privatbrauerei Rathenow GmbH. 1996 wurde die Brauerei geschlossen.
Zur Entwicklung und Nachnutzung des denkmalgeschützten Geländes gab es mehrfach Pläne, die nie umgesetzt wurden.